# Скура
Скура је насеље у Италији у округу Катанија, региону Сицилија.
Према процени из 2011. у насељу је живело 86 становника. Насеље се налази на надморској висини од 204 м.